# Pogonomys championi
Il topo arboricolo di Champion (Pogonomys championi  Flannery, 1988) è un roditore della famiglia dei Muridi, endemico della Nuova Guinea.

## Descrizione
Roditore di piccole dimensioni, con la lunghezza della testa e del corpo tra 112 e 136 mm, la lunghezza della coda tra 149 e 170 mm, la lunghezza del piede tra 20 e 24 mm, la lunghezza delle orecchie tra 11,0 e 16 mm e un peso fino a 66 g.

Le parti superiori sono grigio-brunastre. Sono presenti degli anelli più scuri intorno agli occhi. Le vibrisse sono nere. Le parti ventrali sono biancastre con la base dei peli grigia. I fianchi sono rossicci. Le parti dorsali delle zampe sono . La coda è molto più lunga della testa e del corpo, prensile e scura; si schiarisce progressivamente con l'età. Sono presenti 12-17 anelli anelli di scaglie, corredate da 3 peli ciascuna.

## Biologia

### Comportamento
È una specie prevalentemente arboricola. Si arrampica di notte sugli alberi alla ricerca di cibo. Passa la giornata in tane formate da un'entrata di 6 cm che conduce ad una camera dove vengono allestiti dei nidi con parti vegetali secche. Un tunnel più corto si trova immediatamente sopra e conduce ad un'uscita secondaria larga 2-3 . Tali tane contengono generalmente fino a 5 maschi ed una sola femmina. Nel mese di febbraio è stata osservata una femmina con il proprio piccolo.

## Distribuzione e habitat
Questa specie è diffusa lungo il corso superiore del fiume Sepik, nella Nuova Guinea centro-orientale. Probabilmente è presente anche nella parte occidentale dell'Isola.
Vive nelle foreste umide tropicali tra i 1.400 e 2.300 metri di altitudine. È tollerante alla presenza umana e spesso è osservata in campi coltivati.

## Conservazione
La IUCN Red List, considerata la dubbia validità di specie distinta e l'effettivo areale, classifica M.championi come specie con dati insufficienti (DD).